# Taguatinga (kommunhuvudort)
Taguatinga är en kommunhuvudort i Brasilien.   Den ligger i kommunen Taguatinga och delstaten Tocantins, i den centrala delen av landet, 400 km norr om huvudstaden Brasília. Taguatinga ligger 599 meter över havet och antalet invånare är 13 711.
Terrängen runt Taguatinga är platt söderut, men norrut är den kuperad.
Omgivningarna runt Taguatinga är huvudsakligen savann. Runt Taguatinga är det mycket glesbefolkat, med 5 invånare per kvadratkilometer.